# Le Pas
 Le Pas  es una población y comuna francesa, en la región de Países del Loira, departamento de Mayenne, en el distrito de Mayenne y cantón de Ambrières-les-Vallées.

## Demografía
| 880 | 826 | 729 | 662 | 586 | 515 |
| Para los censos de 1962 a 1999 la población legal corresponde a la población sin duplicidades (Fuente: INSEE [Consultar]) |     |     |     |     |     |